# Chuột nuôi cấy
Chuột nuôi cấy (Biobreeding rat) hay chuột BB hoặc chuột BBDP là một chủng (inbred) chuột thí nghiệm được sinh ra bằng cách tự phát tự phát triển khả năng tự miễn dịch loại 1 của bệnh tiểu đường. Giống như chuột NOD, chuột BB được sử dụng làm sinh vật mô hình cho những thí nghiệm liên quan đến bệnh đái tháo đường típ 1. 

## Thông tin
Sự căng thẳng lại chiếm nhiều đặc điểm của bệnh đái tháo đường type 1 ở người, và đã đóng góp rất nhiều vào nghiên cứu sinh bệnh học của T1D. Hai gen nhạy cảm T1D đã được xác định trong chuột BB. Mẫu Haplotype MHC loại II RT1u mẫn cảm trên nhiễm sắc thể số 20 và một đột biến không đổi trong gen GIMAP5 trên nhiễm sắc thể số 4. Đột biến Gimap5 dẫn đến giảm bạch cầu tế bào T ở chuột BB và được cho là góp phần vào sự hình thành T1D thông qua sự phát triển và chức năng không điều chỉnh và các tế bào T điều tiết. Gần đây, kiểu gen 8 loci bổ sung trên nhiễm sắc thể chuột 1,2,3,6 (2 loci), 12 và 14 đã được hiển thị có liên quan đến bệnh tiểu đường típ 1 ở chuột BB.
Chuột BB là mô hình con chuột được nghiên cứu rộng rãi nhất của T1D. Chúng ban đầu có nguồn gốc từ một quần thể chuột Wistar thuộc chủng trội của Canada, tự phát triển tăng đường huyết và ketoacydoza, đặc trưng của sự khởi phát lâm sàng của T1D. Các khuẩn lạc BB tiếp theo được thành lập. Một dòng ở Worcester, Massachusetts, đã được lai tạo và được biết đến như BBDP/Wor và một ở Ottawa, Canada, một chủng cao cấp hơn được gọi là BBdp. Bệnh tiểu đường ở chuột BB có thể được ngăn ngừa bằng cách tiêm một lần các chất bổ sung Mycobacteria như chất bổ trợ Freund (FCA).